# Aralia dasyphylloides
Aralia dasyphylloides är en araliaväxtart som först beskrevs av Hand.-mazz., och fick sitt nu gällande namn av Jun Wen. Aralia dasyphylloides ingår i släktet Aralia och familjen Araliaceae. Inga underarter finns listade.